# Mortegliano
Mortegliano (tiếng Friulia Mortean) là một đô thị ở tỉnh Udine trong vùng Friuli-Venezia Giulia thuộc Ý, có cự ly khoảng 60 km về phía tây bắc của Trieste và khoảng 14 km về phía tây nam của Udine. Tại thời điểm ngày 31 tháng 12 năm 2004, đô thị này có dân số 5.089 người và diện tích là 30 km².
Đô thị Mortegliano có các frazioni (đơn vị cấp dưới, chủ yếu là các làng) Chiasiellis và Lavariano.
Mortegliano giáp các đô thị: Bicinicco, Castions di Strada, Lestizza, Pavia di Udine, Pozzuolo del Friuli, Talmassons.